# Vallica
Vallica (AFI: /ˈvallika/; in corso Avàllica, pronuncia [aˈwalliɡa]) è un comune francese di 35 abitanti situato nel dipartimento dell'Alta Corsica nella regione della Corsica.

## Società

### Evoluzione demografica
Abitanti censiti